# بنیادگرایی اسلامی در جمهوری اسلامی ایران
بنیادگرایی اسلامی در نظام جمهوری اسلامی ایران، موضوعی پیچیده و چندوجهی است که ریشه‌های تاریخی، فرهنگی و سیاسی دارد. بنیادگرایی اسلامی در ایران به اسلامی سازی دستوری ایران مدرن بازمی‌گردد. این جریان از اوایل قرن بیستم و با تلاش برای مقابله با تضاد فرهنگی و سیاسی با غرب آغاز شد. سپس با  انقلاب ۱۳۵۷ و قدرت گرفتن روحانیون این موضوع وارد فاز دستوری قرار گرفت و از سوی نظام جمهوری اسلامی با پوشش قانون اساسی بر جامعه اعمال شد.

## تاریخچه
روش‌های متفاوتی جهت اعمال اصلاحات مورد نظر پیش گرفته شد. در اوان روی کار آمدن جمهوری اسلامی، با وقوع انقلاب فرهنگی بین سال‌های ۱۳۵۹ تا ۱۳۶۲ ه. ش، که یک سلسله  از تغییرات در نظام آموزشی و فرهنگی ایران آن هم با هدف اسلامی‌سازی دانشگاه‌ها و حذف نیروهای مخالف بود، نهادها و سازمان‌هایی در دل نظام جمهوری اسلامی ظهور کردند که هدفشان مقابله با آنچه ارزش‌های اسلامی تعبیر میشود بود.

## انتقادات
تلاش‌های نظام جمهوری اسلامی در ایران برای اعمال دستوری فضای اسلامی در گوشه‌کنار پوشش، سبک زندگی و شهرهای ایران، بیش از آن که تلاشی برای اسلامی‌سازی باشد، در درجه اول به بهانه‌ای برای اعمال اقتدار و اتوریته تقلیل داده شده‌است، تلاشی برای پوشاندن بحران مشروعیت ناشی از ناکارآمدی و فساد گسترده نظام و همینطور کوششی جهت تحکیم اقتدار قلمداد حکومتی.

## مجریان
- گشت ارشاد
- فراجا
- وزارت آموزش و پرورش
- وزارت ارشاد